# Artynia Catena

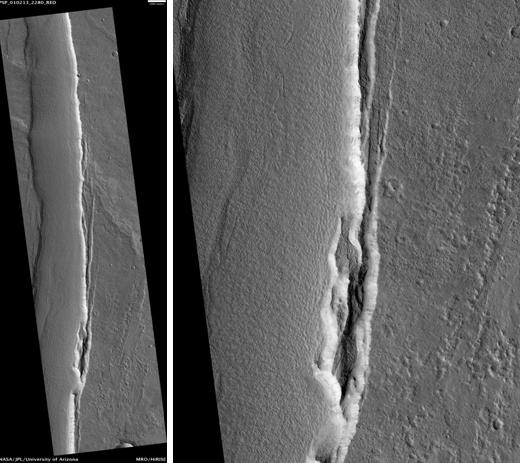
Artynia Catena, vista per l'HiRISE.

Artynia Catena és una formació geològica del tipus catena del quadrangle Arcadia de Mart, situat amb coordenades planetocèntriques a 47,97 ° N 119,67 ° O. Té un diàmetre de 263 km i va rebre el nom d'un clàssic d'albedo a 54 ° N 137 ° O. El nom va ser fet oficial per la UAI l'any 1985. El terme "Catena" fa referència a una cadena de cràters.